# Piotr Mazur
Piotr Mazur, teilweise auch Peter Mazur (* 2. Dezember 1982 in Vancouver, Kanada) ist ein ehemaliger polnischer Radrennfahrer, der im Straßenradsport aktiv war.

## Sportlicher Werdegang
Piotr Mazur machte 2000 als Junior auf sich aufmerksam. er gewann das Einzelzeitfahren der Junioren bei den UCI-Straßen-Weltmeisterschaften 2000 in Plouay vor dem Russen Wladimir Gussew und seinem Landsmann Łukasz Bodnar. Mit Siegen beim Course de la Paix Juniors und bei der Tour de l’Abitibi konnte er sich auch den Gesamtsieg im Rad-Weltcup der Junioren sichern.
Seinen ersten internationalen Sieg in der Elite erzielte er 2003 mit dem Gewinn des polnischen Eintagesrennens Lubelski Wyscig 3-Majowy. Auch bei anderen kleineren Rennen konnte er sich wiederholt in den Top 10 platzieren. 2005 wurde er polnischer Zeitfahrmeister in der Elite und konnte daraufhin ab Ende August bei Navigators Insurance als Stagiaire fahren.
2006 und 2007 erhielt Mazur einen Profivertrag beim spanischen ProTeam Saunier Duval-Prodir. 2006 konnte er seinen nationalen Titel im Einzelzeitfahren erfolgreich verteidigen. Auf internationaler Ebene konnte er sich nicht durchsetzen und kam nur bei der Tour de Georgia 2006 zweimal unter die Top 10.
2008 fuhr Mazur noch eine Saison für das Team CCC Polsat-Polkowice, bevor er nach der Saison 2008 im Alter von 26 Jahren seine Karriere im Radsport beendete.

## Palmarès
2000
- Junioren-Weltmeister – Einzelzeitfahren
- Gesamtwertung Tour de l’Abitibi
- Gesamtwertung Course de la Paix Juniors
- Gesamtwertung Rad-Weltcup der Junioren

2003
- Lubelski Wyscig 3-Majowy
- Polnischer U23-Meister – Einzelzeitfahren

2005
- Polnischer Meister – Einzelzeitfahren

2006
- Polnischer Meister – Einzelzeitfahren